# Shimizu (Shizuoka)
Shimizu (jap. 清水市, -shi) war eine japanische Stadt in der Präfektur Shizuoka.

## Geschichte
Vor der Errichtung des Ritsuryō-Systems befand sich hier das Hauptquartier des Iohara no kuni no miyatsuko (盧原国造). Der Name bildet auch den Ursprung des Namens des Ihara-gun (庵原郡).
Während der Edo-Zeit befand sich in Shimizu die Poststation Ejiri (江尻宿, Ejiri-juku) der Tōkaidō.
Am 1. Oktober 1889 wurde die Chō Shimizu (清水町, chō) im Udo-gun eingerichtet. Am 1. April 1896 geht der Udo-gun in den Abe-gun auf. Am 11. Februar 1924 schlossen sich die Chō Shimizu, Ire (入江町, -chō), sowie die Mura Fujimi (不二見村, -mura) und Miho (三保村, -mura) im Abe-gun zur Shi Shizuoka zusammen.
Am 16. Juli 1945 erfolgte ein Luftangriff, der das Stadtgebiet und den Hafen schwer in Mitleidenschaft zog.
Am 11. Februar 1954 wurde das Mura Iida (飯田村, mura) aus dem Ihara-gun eingemeindet. Am 1. April 1995 wurde das Mura Udo (有度村, -mura) aus dem Abe-gun eingemeindet. Der Abe-gun wurde daraufhin aufgelöst. Am 1. April 1958 lösten sich die Ortsteile Nakayoshida (中吉田), Hirazawa (平沢) und Yada (谷田) des alten Udo, sowie der Ortsteil Nakanogō (中之郷) ab und werden in Shizuoka eingemeindet. Am 29. Juni 1961 wurden die Chō Okitsu (興津町, -chō), Sodeshi (袖師町, -chō), sowie die Mura Ihara (庵原村, -mura), Ojima (小島村, -mura) und Ryūgouchi (両河内村, -mura) aus dem Ihara-gun eingemeindet. Am 1. Januar 1993 werden die Ortsteile Nakanogō, Yada und Kusanagi (草薙) eingemeindet.
Am 1. April 2001 wurde Shimizu zur Großstadt mit Sonderstatus (特例市, tokureishi) ernannt.
Am 1. April 2003 schlossen sich Shimizu und Shizuoka zum neuen Shizuoka zusammen. Am 1. April 2005 wurde Shizuoka zu einer durch „Großstadt per Regierungserlass“ (seirei shitei toshi) ernannt und der Stadtbezirk (ku) Shimizu-ku (清水区) eingerichtet.

## Verkehr
Am 25. April 1969 wird Shimizu an die Tōmei-Autobahn angeschlossen.
In Shimizu hält die JR Tōkaidō-Hauptlinie nach Chiyoda oder Chūō-ku (Kōbe), sowie die Shizuoka-Shimizu-Linie nach Shizuoka.

## Bildung
In Shimizu befindet sich die Fakultät für Meereskunde der Tōkai-Universität.

## Söhne und Töchter der Stadt
- Yoshio Mochizuki (1947–2019), japanischer Politiker und Abgeordneter im Shūgiin
- Yūichi Suzumoto (* 1969), japanischer Romanautor
- Daisuke Ichikawa (* 1980), Fußballspieler
- Jun’ya Sano (* 1982), japanischer Straßenradrennfahrer
- Yūki Satō (* 1986), Langstreckenläufer
- Kazuki Saitō (* 1988), japanischer Fußballspieler